# Pirouette (Blasinstrument)

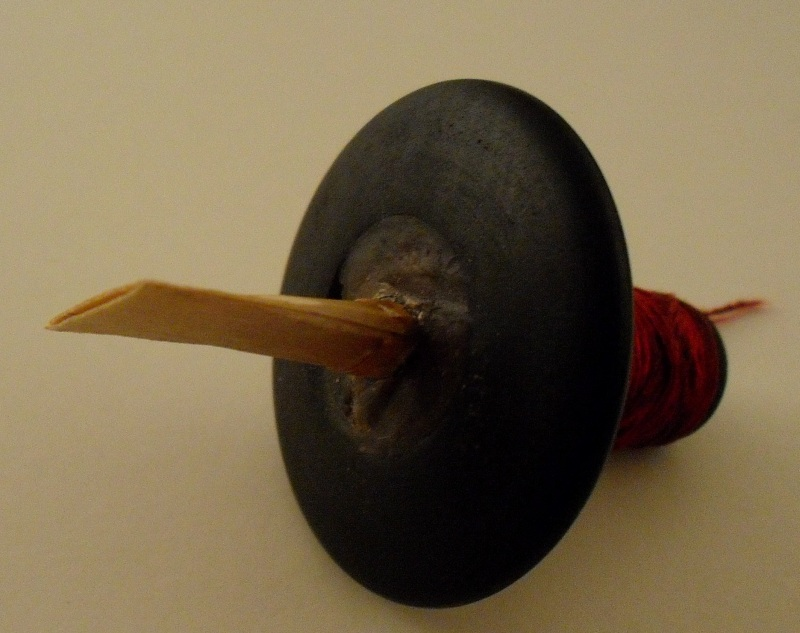
Mundstück eines norditalienischen Piffero mit Rohrblatt und der im italienischen „Pirouette“ genannten Scheibe

Pirouette (französisch, „sich im Kreis drehen“) ist eine runde oder ovale Lippenstütze am Mundstück einiger Rohrblattinstrumente. Sie wird bei Instrumenten verwendet, deren Rohrblatt ganz in der Mundhöhle gehalten wird, und erleichtert den Luftabschluss. Eine Pirouette haben zum Beispiel die höheren Schalmeien, viele Kegeloboen und das Piffero.
Eine ungewöhnliche halbmondförmige Lippenstütze, die wie ein Schnurrbart geformt ist, besitzt die tarompet auf der indonesischen Insel Java.